# Feliks Kazimierz Wygrzywalski
Feliks Kazimierz Wygrzywalski (ur. 1903 w Rzymie, zm. 1966) – malarz polski, syn Feliksa Michała Wygrzywalskiego (1875-1944). 
Studiował w latach 1923-1928 w krakowskiej Akademii Sztuk Pięknych pod kierunkiem Józefa Mehoffera i Władysława Jarockiego. Po ukończeniu studiów przebywał przez kilka lat we Włoszech.
Podobnie jak jego ojciec malował sceny orientalne, akty na plażach nadmorskich, martwe natury z kwiatami, portrety. Nie uległ wpływom awangardowych kierunków malarstwa I połowy XX wieku. 
Uczestniczył w wystawach lwowskiego i krakowskiego Towarzystwa Przyjaciół Sztuk Pięknych, rzadziej w warszawskiej Zachęcie. 
W roku 1950 został członkiem Związku Polskich Artystów Plastyków. 